# Die geheime Festung
Die geheime Festung ist ein kanadischer Kinderfilm aus dem Jahr 2001. Es handelt sich um einen Ableger von Der Schneeballkrieg (1984).

## Handlung
Die Kinder vom Campingplatz auf der Nordseite eines Sees, führen Krieg gegen die Kinder vom Campingplatz auf der Südseite des Sees. In diesem Jahr haben die Kinder von der Nordseite bisher jede Schlacht verloren; so auch diesen Angriff.
Nachdem die Kinder von der Nordseite mit Matsch vollgespritzt worden sind, gehen sie kleinlaut zurück auf den Campingplatz. Dort erhalten sie von ihren Eltern eine Standpauke. Besonders hart trifft es Marc Cabot. Sein Vater, ein reicher Geschäftsmann, leitet den Campingplatz. Auf dem Campingplatz am Nordufer sind nur reiche Leute, während Arbeiter auf dem Campingplatz am Südufer Urlaub machen. Marcs Vater macht ihm nun klar, dass sie als die Reichen zu den Gewinnern gehören. Und dass er sich anstrengen muss, damit er auch dazu gehört. Denn so wie im richtigen Leben die Reichen die Gewinner sind, so würden auch die Kinder vom Nordufer stets als Sieger aus dem alljährlichen Krieg hervorgehen.
Auf dem Campingplatz am Südufer erzählt eine Frau von der langen Tradition des Krieges. Sie selbst hatte als Kind gegen ihren jetzigen Mann beim großen Schneeballkrieg gekämpft. Bei diesem Krieg starb ein Hund, der diesen ersten Krieg beendet hatte. Aus diesem Schneeballkrieg entstand dann der Krieg am See, mit seinen vielen Regeln, damit nicht wieder jemand zu Schaden kommt.
Da Marc aber nur angestachelt wurde, und er nichts von den Hintergründen des Krieges weiß, unternimmt er als Anführer zusammen mit den Kindern vom Nordufer mehrere Angriffe auf die Kinder vom Südufer. Dabei eskaliert der Krieg immer mehr. Anfangs halten sich noch alle an die alten Regeln. Doch schon bald werden diese missachtet und so kommt es dann auch zum Einsatz immer gefährlicherer Waffen wie Bienen. Schließlich werden von den Kindern vom Nordufer Kinder vom Südufer gefangen genommen, gedemütigt und gefoltert. Einem Jungen wird die Hose von Mädchen ausgezogen, bevor er mit Stöcken geschlagen wird.
Einigen Kindern kommen jedoch Zweifel am Sinn des Krieges. Sarah Cabot vom Nordufer und Julian vom Südufer verlieben sich schließlich ineinander. Sie treffen sich abends heimlich und reden auch über den Krieg. Ihnen fällt als einziger Grund für den Krieg ein, dass er geführt wird, weil die anderen eben da sind. Julian hält diesen Grund für absurd. Doch Sarah erwidert, dass auch echte Kriege keinen besseren Grund hätten.
Durch die Folterung konnten die Kinder vom Nordufer erfahren, dass sich zwei Kinder aus beiden Lagern treffen. Sofort vermuten sie, dass diese militärische Geheimnisse austauschen; was aber nicht der Fall ist. Schließlich werden Sarah und Julian bei einem ihrer heimlichen Treffen entdeckt. Sie können vor den anderen Kindern fliehen und laufen in den Wald. Die anderen Kinder nehmen die Verfolgung auf; dabei setzt eines versehentlich einen Baum in Brand, wodurch ein Waldbrand entsteht. Die Kinder laufen wieder zum Campingplatz zurück, doch Sarah und Julian ist der Rückweg abgeschnitten.
Am nächsten Tag ist der Brand gelöscht, doch die beiden Kinder sind nicht zurück. Also machen sich die Eltern von beiden Campingplätzen auf die Suche. Dabei geraten die Erwachsenen untereinander in heftigen Streit. Jeder wirft dem Anderen vor, schuld am Verschwinden der Kinder zu sein. Sarah und Julian konnten dem Waldbrand standhalten und beobachten die sich streitenden Erwachsenen. Keiner will bei diesem Anblick wirklich erwachsen werden. Schließlich laufen sie zu ihnen hin, worauf sich auch die Erwachsenen wieder vertragen.

## Hintergrund
Die geheime Festung ist ein Ableger des ersten Teils der Tales-for-all-Filmreihe – Der Schneeballkrieg von 1984. Dort ging es um eine ähnliche Thematik. Zwei Kindergruppen führen Krieg miteinander, der erst beendet wird, als ein Hund während der erbitterten Schlacht ums Leben kommt. Einige Kinder aus Der Schneeballkrieg spielen in Die geheime Festung als Erwachsene wieder mit.

## Kritiken
„An den Klassiker Krieg der Knöpfe erinnernder Abenteuerfilm für Kinder, der Spiel als bewusst erlebte Herausforderung darstellt, jedoch zugleich Grenzen aufzeigt und an Fairness und Verantwortung appelliert. Dabei wird deutlich, dass dem Spiel auch altersmäßig Grenzen gesetzt sind und es an Bedeutung verliert, wenn andere Interessen wie die erste scheue Liebe Oberhand gewinnen.“

„Ordentlicher Kinderfilm über Macht und Intoleranz.“

## Auszeichnungen
Die geheime Festung gewann beim Internationalen Kinderfilmfestival in Chicago 2001 den zweiten Preis der Kinderjury.
2002 war der Film für einen Genie Award für den besten Ton nominiert.